# Carl Siegel
Pour les articles homonymes, voir Siegel.
 (octobre 2018).
Si vous disposez d'ouvrages ou d'articles de référence ou si vous connaissez des sites web de qualité traitant du thème abordé ici, merci de compléter l'article en donnant les références utiles à sa vérifiabilité et en les liant à la section « Notes et références ».
Carl Ludwig Siegel (né le 31 décembre 1896 à Berlin et mort le 4 avril 1981 à Göttingen) est un mathématicien allemand spécialiste de la théorie des nombres.

## Biographie
Il est né à Berlin, où il s'est inscrit à l'université Humboldt en 1915 en tant qu'étudiant en mathématiques, astronomie et physique. Parmi ses professeurs, il y avait Max Planck et Ferdinand Georg Frobenius dont l'influence a poussé le jeune Siegel à abandonner l'astronomie et à se tourner plutôt vers la théorie des nombres.
En 1917, appelé dans l'armée allemande mais objecteur de conscience, il a été interné en institut psychiatrique et n'en sortit que sur intervention d'Edmund Landau, dont le père dirigeait une clinique voisine. Après la fin de la Première Guerre mondiale, il s'est inscrit à l'université de Göttingen, soutenant sa thèse en 1920 sous la direction de Landau. Il est ensuite resté à Göttingen en tant que chargé d'enseignement et de recherches. Plusieurs de ses résultats les plus célèbres ont été publiés pendant cette période. En 1922, il a été nommé professeur à l'université de Francfort.
Après l'arrivée au pouvoir des nazis, il est resté directeur de l'institut de mathématiques de Francfort, mais a démissionné de l'Association mathématique du Reich en 1934 pour protester contre ses orientations idéologiques.
En 1938, il est retourné à Göttingen avant de se décider à émigrer aux États-Unis en 1940 en passant par la Norvège. Il a alors séjourné à l'Institute for Advanced Study de Princeton, où il avait déjà passé une année sabbatique en 1935. Il est revenu à Göttingen après la Seconde Guerre mondiale, en acceptant en 1951 un poste de professeur qu'il a gardé jusqu'à sa retraite en 1959.
Son travail sur la théorie des nombres, les équations diophantiennes et la mécanique céleste lui a valu une grande reconnaissance. En 1978, il a reçu le prix Wolf, un des prix les plus prestigieux dans le domaine des mathématiques.
Siegel a travaillé en théorie analytique des nombres et son théorème de finitude sur les points entiers des courbes de genre ≥ 1 est historiquement important comme résultat général sur les équations diophantiennes, domaine jusqu'alors peu développé. Il a travaillé aussi sur les fonctions L, découvrant le phénomène des zéros de Siegel (contre-exemple potentiel à l'hypothèse de Riemann généralisée). Son travail dérivé de la méthode du cercle de Hardy-Littlewood sur les formes quadratiques a eu beaucoup d'influence sur la théorie moderne des groupes adéliques. Les formes modulaires de Siegel (en) sont utilisées dans la théorie des modules des variétés abéliennes. Tout ce travail montre les implications structurales des méthodes analytiques.